# Durezza di indentazione
Il termine "indentazione" è una traduzione errata dall'inglese "indentation" che correttamente in italiano dovrebbe essere tradotto come penetrazione (così come "indenter" è tradotto "penetratore") come riportato nelle norme UNI di riferimento (ad es. UNI EN ISO 14577-1:2015 Materiali metallici - Prova di penetrazione strumentata per la determinazione della durezza ed altri parametri dei materiali - Parte 1: Metodo di prova).
Le prove di durezza di penetrazione, sono utilizzate per determinare la durezza di un materiale alla deformazione. Esistono diversi tipi di prove e di scale in cui il materiale esaminato è penetrato fino a che un'impronta non si sia formata; queste prove possono essere effettuate su scala macroscopica e microscopica.
La nanoindentazione o, meglio, nano-penetrazione, utilizza forze di carico molto piccole (fino ai nano-newton) e viene usata per misurare la durezza superficiale dei materiali (layer molto sottili).
Quando si provano i metalli, la durezza si può correlare con la resistenza a trazione.  Questa relazione importante permette in modo economico prove considerate non distruttive (del campione, ma non del punto di misura) per distribuzioni (deliveries) di metalli massivi leggeri, anche con apparecchiature portatili come i durometri Rockwell. 

## Durezza del materiale
Poiché la direzione della scienza dei materiali prosegue verso lo studio basilare delle proprietà su scale sempre più piccole, diverse tecniche sono utilizzate per quantificare le tendenze e le caratteristiche del materiale. La misurazione delle proprietà meccaniche dei materiali su scale più piccole, come le pellicole sottili, non può essere fatta utilizzando i test convenzionali di trazione monoassiale. Ne risulta che le tecniche di testing della "durezza" dei materiali penetrati con una impronta sono state sviluppate per determinare tali proprietà.
Le misurazioni della durezza quantificano la resistenza di un materiale alla deformazione plastica. I test di durezza tramite penetrazione costituiscono la maggior parte dei processi utilizzati per determinare la durezza del materiale e possono essere suddivisi in due classi: di micro-penetrazione e di macro-penetrazione. I test di micro-penetrazione in genere hanno forze minori di 2 N.  La durezza, tuttavia, non può essere considerata come una proprietà materiale fondamentale. Al contrario, essa rappresenta una quantità arbitraria utilizzata per fornire un'idea relativa della proprietà del materiale.  Come tale, la durezza può offrire solo un'idea comparativa di resistenza del materiale alla deformazione plastica in quanto le differenti tecniche di durezza hanno scale diverse.
La principale fonte di errore con le prove di penetrazione è  l'effetto dell'incrudimento del processo. Tuttavia, è stato determinato sperimentalmente per mezzo dei "test di durezza senza tensione" che l'effetto è minimo con le penetrazioni più piccole. 
La finitura superficiale del pezzo e il penetratore non hanno un effetto sulla misurazione della durezza, a condizione che la penetrazione sia grande rispetto all'irregolarità della superficie. Questo si rivela utile sia quando si misura la durezza delle superfici reali che quando si lascia una penetrazione poco profonda, poiché un penetratore finemente inciso rende la lettura dell'impronta molto più facile di un penetratore liscio. 
La penetrazione generata dopo che il penetratore e il carico sono stati rimossi è detto "recupero" o "balzo leggermente all'indietro". Questo effetto è propriamente noto come "poco profondo" (shallowing). Si sa che per i penetratori sferici la penetrazione resta simmetrica e sferica, ma con un raggio più ampio. Per i materiali molto duri il raggio può essere tre volte più grande del raggio del penetratore. Questo effetto è attribuito al rilascio di tensioni elastiche. A causa di questo effetto il diametro e la profondità della penetrazione fanno sì che sì abbiano degli errori. Si sa anche che gli errori dovuti al cambiamento di diametro corrispondono solo a una piccola percentuale, mentre l'errore causato dalla profondità è molto maggiore. 
Un altro effetto che il carico ha sulla penetrazione è l'"accatastamento" (piling-up) o l'"affondamento" (sinking-in) del materiale circostante. Se il metallo è temprato, avrà una tendenza ad accumularsi formando un "cratere". Se il metallo è ricotto, esso affonderà intorno alla penetrazione. Entrambi questi effetti si sommano all'errore della misurazione della durezza. 

## Test di macro-penetrazione
Il termine "macro-penetrazione" viene applicato alle prove con forze di carico di prova più grandi, dell'ordine delle decine di newton e oltre. Ci sono vari metodi di prova, tra i quali:
- Test di durezza di Vickers (HV), il quale ha una delle scale più ampie
- Test di durezza di Brinell (HB)
- Test di durezza di Knoop (HK), in alternativa alle Vickers ma principalmente usata negli USA e in ambiente aeronautico
- Test di durezza di Janka, per il legno
- Test di durezza di Meyer
- Test di durezza di Rockwell (HR), che ha la più ampia diffusione
- Test di durezza di Shore, utilizzato per i polimeri
- Test di durezza di Barcol, per materiali compositi

Non vi è, in generale, nessuna semplice relazione tra i risultati delle prove di durezza differenti. Sebbene vi siano pratiche tabelle di conversione per gli acciai duri; per esempio, alcuni materiali mostrano comportamenti qualitativamente differenti in base a metodi di misurazione diversi. Le scale di durezza di Vickers e Brinell si correlano bene in un ampio intervallo, ma per quanto riguarda quest'ultima solo producendo valori sovrastimati con forze di carico elevate.

## Test di micro-penetrazione
Il termine "microdurezza" è stato ampiamente impiegato nella letteratura per descrivere le prove di durezza dei materiali con basse forze di carico applicate. Una definizione più precisa è "prova di durezza di micro-penetrazione", in cui un penetratore di diamante di geometria specifica viene premutoi sulla superficie del campione in esame usando una forza nota applicata (comunemente detta "carico" o "carico di prova") che va da 0,01 N a 10 N. Le prove più comuni di micro-penetrazione hanno in genere forze di pochi newton e producono penetrazioni di qualche decina di micrometri (a seconda della durezza del materiale in prova). A causa della loro specificità, le prove di microdurezza possono essere usate per osservare i cambiamenti di durezza su scala microscopica. Si è scoperto che la microdurezza di quasi tutti i materiali è superiore al loro macrodurezza. Inoltre, i valori di microdurezza in essi riscontrati variano a seconda del carico e degli effetti di incrudimento.  I due test di microdurezza più comunemente utilizzati sono quelli che possono essere anche applicati con forze di carico più elevate, quali i test di micro-penetrazione:
- Test di durezza di Vickers (HV)
- Test di durezza di Knoop (HK)

Nei testing di micro-penetrazione, il numero di durezza è basato su misurazioni effettuate sull'impronta (indentation) formata sulla superficie del campione da esaminare. Inoltre, il numero di durezza è basato sulla superficie dell'impronta stessa rapportata alla forza applicata; anche se dimensionalmente la relazione è espressa in kgf/mm², quindi una pressione che potrebbe essere espressa in pascal o gigapascal, essendo la durezza una proprietà del materiale e non una grandezza fisica, l'unità di misura utilizzata è il punto della scala utilizzata per la prova (quindi punti HV per Vickers, punti HK per Knoop). La prova di durezza di micro-penetrazione può essere fatta usando penetratori di Vickers o di Knoop. Per le prove Vickers, entrambe le diagonali vengono misurate e il valore medio viene usato per calcolare il valore di durezza Vickers. Nelle prove Knoop, soltanto la diagonale più lunga viene misurata e viene usata per calcolare il valore di durezza Knoop. 
La prova di microdurezza Vickers viene effettuato in modo simile ai test di macrodrezza Vickers, utilizzando lo stesso penetratore di diamante a forma di piramide rovesciata a base quadrata. La prova Knoop utilizza un penetratore di diamante a piramide romboidale allungata. Questo penetratore crea un'impronta superficiale, che è vantaggiosa per la misurazione della durezza dei materiali fragili o di componenti sottili. Sia le prove Knoop che le Vickers richiedono la pre-lucidatura della superficie onde ottenere risultati accurati.
I test di graffio con basse forze di carico, come il test di microcarattere di Bierbaum, eseguiti per carichi di 3 gf o 9 gf , precedettero lo sviluppo dei microdurometri che usavano i penetratori tradizionali. Nel 1925, Smith e Sandland del Regno Unito hanno sviluppato un test di penetrazione che impiegava un penetratore piramidale a base quadrata, fatto di diamante.  Essi scelsero la forma piramidale con un angolo di 136° tra le facce opposte in modo da ottenere numeri di durezza il più possibile vicini a quelli della durezza di Brinell del campione in esame. Le prove Vickers ha un grande vantaggio di utilizzare una scala di durezza per testare ogni tipo di materiale. Il primo riferimento al penetratore Vickers a bassi carichi è stato fatto nel 1932 nella relazione annuale del National Physical Laboratory. Lips e Sack descrivono nel 1936 il primo dorometro Vickers che usava carichi bassi. 
Vi è un certo disaccordo nella letteratura per quanto riguarda il campo di variabilità delle forze di carico applicabili alle prove di microdurezza. La Specifica ASTM E384, per esempio, afferma che l'intervallo di carico per le prove di microdurezza è di (0,01 - 10) N. 
Per ogni data forza di carico, la durezza aumenta rapidamente a basse lunghezze della diagonale, con l'effetto che diventa più marcato quando diminuisce la forza di carico. Così con forze di carico ridotte, i piccoli errori di misurazione produrranno grandi variazioni di durezza. Per questa ragione si dovrebbe usare sempre la massima forza di carico possibile. 